# Краковско-Виленская уния
Кра́ковско-Ви́ленская у́ния — союзный договор между Великим княжеством Литовским и Королевством Польским, основанный на Городельской унии 1413 года. 6 мая 1499 года в Кракове акт унии был подписан польской шляхтой, а 24 июля того же года литовским боярством в Вильне.

## Предпосылки
Изначальная Городельская уния 1413 года была заключена между двоюродными братьями — королём польским Владиславом II Ягайло (1351—1434) и великим князем литовским Витовтом (1350—1430). Инициатором возобновления и подтверждения прежнего договора, заключённого 86 лет назад, стал внук Ягайло, великий князь литовский Александр (1461—1506), а второй стороной договора выступил его родной брат Ян Ольбрахт (1459—1501).
Переподписание союзного договора прошло в тот же год, что и постановление виленского сейма 1499 года, по которому впредь ни великий князь литовский не мог быть избран без согласия Польши, ни польский трон не мог быть замещён без согласия литовского дворянства. Логическим развитием этих правовых документов стала Мельницкая уния 23 октября 1501 года , по которому устанавливалось, что с тех пор Польша и Литва должны составлять одно государство, состоящее под управлением одного короля, выбираемого в Кракове. Норма эта была впервые применена в том же году: через несколько месяцев 41-летний Ян Ольбрахт неожиданно умер, и Александр вступил, по совместительству, и на польский трон.
Однако основной целью обновлённой унии, — как и прежней, — оставался военно-стратегический союз, взаимопомощь Польши и Литвы при ведении оборонительных и наступательных войн; и прежде всего, как писал американский литовский историк Антанас Юсайтис — войн Литвы с Москвой и Польши — с турками и татарами.
Проект обновлённой унии был составлен в Литве ещё в 1496 году. Исследуя, почему же русские православные дворяне, оказавшиеся под властью Литвы, стали её с известного времени покидать, переходя на службу Москве, американский учёный О. Бэкус отмечает, что при переработке из прежнего текста унии исчезли разделы, определявшие отношение к православным гражданам в государстве. В связи с предоставлением Польшей прав дворянам из Литвы в новом тексте лишь отмечалось без уточнений, что некоторые дворяне получат разрешение на личные гербы и иные знаки достоинства в Польше.